# Fenyőkút
Fenyőkút (népiesen Fenyőkútja, románul: Fântâna Brazilor) Korond községhez tartozó falu Erdélyben, Hargita megyében.

## Fekvése
Fenyőkút Korondtól 6 km-re fekvő szétszórt házcsoportokból és esztenákból alakult szórványtelepülés. A Melegpatakfő (1005 m ) és a Datka (963 m) között fekvő szórványfalut Korondról a piac érintésével, az Észak-vize mentén közelíthetjük meg, egyes részeit pedig a 13A műútról a Köves-, Égettvész- és Nagy-Lapos-patak mentén vezető ösvényeken.

## Története
Régen Korond 12. tízeseként tartották nyilván. 1898-ban törzskönyvezték. A korondi lakosság legelőként használta a "hegyen" lévő területeket. Orbán Balázs a korondi fennsíkot szépnek találta, az irtványokon a legelésző nyájakat és a regényes fekvésű pajtákat emelte ki. A hagyomány szerint az első "fészekrakók" a múlt század első felében telepedtek fel Korondról, s égetéssel, favágással irtották az erdőt, bővítették a művelhető földeket és legelőket. 1903-ban 31 ház jelzi az alakuló bokortanyát.
A trianoni békeszerződés előtt Udvarhely vármegye Parajdi járásához tartozott.

## Lakossága
1910-ben 243-an, 1992-ben 401-en (mind magyarok) laktak Fenyőkúton. A lakosság fő foglalkozása ma is a havasi állattenyésztés.
1992-ben 401 lakójából 401 magyar volt. A falu lakóinak túlnyomó többsége római katolikus vallású, de szép számban élnek itt unitáriusok is.

## Nevezetességek
- A település kultúrháza a Fenyőkúti Kultúrotthon.
- A faluban található egy kis fatemplom,  aminek védőszentje Szent Bertalan apostol, ez a helybélieknek búcsújáró helye is egyben. A búcsú alkalmából falunapokat is szerveznek.
- A település iskolájának építése 1912-ben fejeződött be.
- Itt található a fenyőkúti tőzegláp.